# Xylopia championii
Xylopia championii är en kirimojaväxtart som beskrevs av Joseph Dalton Hooker och Thomas Thomson. Xylopia championii ingår i släktet Xylopia och familjen kirimojaväxter. Inga underarter finns listade i Catalogue of Life.